# Rhingia fuscipes
Rhingia fuscipes är en tvåvingeart som beskrevs av Mario Bezzi 1915. Rhingia fuscipes ingår i släktet näbblomflugor, och familjen blomflugor. Inga underarter finns listade i Catalogue of Life.